# Municipio de Cherry Creek
El municipio de Cherry Creek (en inglés: Cherry Creek Township) es un municipio ubicado en el condado de Buffalo en el estado estadounidense de Nebraska. En el año 2010 tenía una población de 115 habitantes y una densidad poblacional de 1,24 personas por km².

## Geografía
El municipio de Cherry Creek se encuentra ubicado en las coordenadas 40°59′58″N 98°47′3″O / 40.99944, -98.78417. Según la Oficina del Censo de los Estados Unidos, el municipio tiene una superficie total de 92.94 km², de la cual 92,32 km² corresponden a tierra firme y (0,66 %) 0,61 km² es agua.

## Demografía
Según el censo de 2010, había 115 personas residiendo en el municipio de Cherry Creek. La densidad de población era de 1,24 hab./km². De los 115 habitantes, el municipio de Cherry Creek estaba compuesto por el 99,13 % blancos, el 0,87 % eran asiáticos. Del total de la población el 0 % eran hispanos o latinos de cualquier raza.